# (99943) 2005 AS2
(99943) 2005 AS2 es un asteroide que forma parte de los asteroides troyanos de Júpiter, descubierto el 6 de enero de 2005 por el equipo del Catalina Sky Survey desde el Catalina Sky Survey, Arizona, Estados Unidos.

## Designación y nombre
Designado provisionalmente como 2005 AS2.

## Características orbitales
2005 AS2 está situado a una distancia media del Sol de 5,276 ua, pudiendo alejarse hasta 5,848 ua y acercarse hasta 4,705 ua. Su excentricidad es 0,108 y la inclinación orbital 13,54 grados. Emplea 4427,69 días en completar una órbita alrededor del Sol.

## Características físicas
La magnitud absoluta de 2005 AS2 es 11,6. Tiene 23 km de diámetro y su albedo se estima en 0,092.